# Choeropsis
Choeropsis és un gènere d'hipopòtams nans.
Es coneixen dues espècies, una de les quals està extinta:
- Hipopòtam nan — Choeropsis liberiensis
- Hipopòtam nan de Madagascar — Choeropsis madagascariensis †

Alguns investigadors consideren que els hipopòtams nans són, en realitat, membres del gènere Hexaprotodon.
El nom Choeropsis deriva de les paraules gregues Khoiros, que vol dir ‘porc’, i Opsis, que significa ‘pertanyent a’. Els hipopòtams pigmeus, però, no són porcs i el sufix -opsis es pot traduir com a ‘similar a’.